# Нурмуйжа
Нурмуйжа (латыш. Nurmuiža, ранее Нурмгузен, нем. Nurmhusen) — усадьба в посёлке Лауциене (ныне Талсинский край, Латвия), построенная во второй половине XVI века. До земельной реформы 1920 года принадлежала дворянскому роду Фирксов. Это самый большой усадебный комплекс Курляндии, сохранившийся до наших дней: около 30 строений. Название усадьбы происходит от ливского слова nurm («поле»). Под названием Нурме эта местность впервые упоминается около 1380 года.
В ходе распада Ливонского ордена его последний глава Готхард Кетлер в 1561 году передал владение Нормис (нем. Normis) Кристофу фон Хёрде (нем. Christof von Hoerde), который, в свою очередь, в 1566 году продал его своему родственнику Юргену (Георгу) фон Фирксу. Строения поместья многократно перестраивались, претерпев наиболее существенные изменения в 1909—1912 гг., когда архитектор Вильгельм Бокслаф по заказу Эрнста Генриха Отто фон Фиркса (1866—1914) провёл радикальную реконструкцию интерьеров и привёл в порядок внешний вид усадьбы. В советский период усадьбу занимала администрация колхоза, затем совхоза. В 2004 году её приобрёл миллионер Олег Филь, приступивший к масштабной реставрации, высоко оцениваемой специалистами.